# 含氧阳离子
含氧阳离子是指帶正電荷且含有氧的多原子離子。

## 例子
- 二氧基阳离子，O+
2
- 亚硝𬭩离子，NO+
- 硝鎓離子，NO+
2
- 钒酰离子，VO2+，一种非常稳定的含氧阳离子
- 铀酰离子，UO2+
2，所有自然出现的U6+都以这种形式出现
- 锆酰离子，[Zr4(OH)8]8+

其他含氧阳离子，参见分类。